# Jugendorchester der Europäischen Union

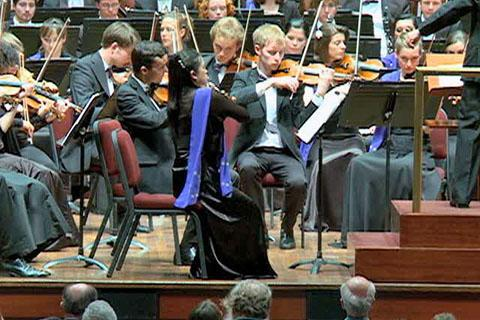
Das Orchester 2012 im Kennedy Center

Das Jugendorchester der Europäischen Union (engl. European Union Youth Orchestra, EUYO) ist ein Ausbildungsorchester für junge Musiker aus der Europäischen Union, das durch die EU und einige Mitgliedsstaaten finanziert wird. Es besteht aus Mitgliedern aus allen Mitgliedstaaten und ermöglicht ihnen eine musikalische Weiterentwicklung unter Anleitung professioneller Dozenten. Das Orchester hat seinen Sitz in Grafenegg in Niederösterreich.

## Geschichte
Das EUYO wurde 1976 durch Lionel und Joy Bryer von der britischen Internationalen Jugendstiftung als Jugendorchester der Europäischen Gemeinschaft (European Community Youth Orchestra) gegründet und sollte das europäische Ideal einer Gemeinschaft versinnbildlichen, die miteinander arbeitet und Frieden und soziales Verständnis erreicht. Zugleich sollte es auch eine professionelle Weiterentwicklungsmöglichkeit für junge Orchestermusiker bieten. Der Vorschlag zur Gründung des Orchesters wurde 1974 zunächst dem Ausschuss für Kultur und Bildung des Europäischen Parlaments vorgelegt und durch Anstrengung aller Parteien am 8. März 1976 mit großer Mehrheit in der Plenarsitzung des Europäischen Parlaments beschlossen. Die Europäische Kommission übernahm im April 1976 offiziell die Schirmherrschaft über das Orchester.
Im Mai 2016 kündigte das Orchester das Ende seiner Tätigkeit zum 1. September 2016 an, da es seit 2014 keine kontinuierliche Förderung von der Europäischen Union mehr erhalte. Die EU hat jedoch den vom italienischen Kultusminister Dario Franceschini in der Ratsversammlung der EU-Kulturminister vom 31. Mai 2016 vorgelegten Vorschlag zur Stabilisierung der Finanzierung des EUYO, dem sich andere Kultusminister angeschlossen haben, angenommen und eine Gruppe von Kommissionsmitgliedern bestellt, eine Lösung zu finden. Am 1. Juni 2016 gab der EU-Kommissionspräsident Jean-Claude Juncker schließlich bekannt, dass die Europäische Kommission sowohl kurz- als auch langfristige Lösungen für den Erhalt des EUYO gefunden hat.
Aufgrund des EU-Austritts des Vereinigten Königreichs wurde der Sitz des Orchesters im Jahr 2018 von London nach Italien verlegt. Offiziell ist das Orchester in Rom beheimatet. Daneben residiert und arbeitet das Orchester drei Jahre lang jeweils im Frühjahr und im Herbst in Ferrara. Die erste Saison in Ferrara wurde am 30. März 2018 mit einem Konzert im Teatro Claudio Abbado eröffnet. Im Dezember 2022 wurde die Übersiedelung nach Grafenegg in Niederösterreich bekanntgegeben.
Am 8. Juni 2018 wurde dem Orchester in der Frauenkirche Dresden der Europäische Nachwuchspreis verliehen.

## Mitglieder
Das Orchester besteht aus bis zu 140 Musikern, die alle 27 Mitgliedstaaten der EU repräsentieren. Diese werden jährlich aus über 4.000 Kandidaten im Alter zwischen 14 und 24 Jahren ausgewählt, welche an den EU-weiten Vorspielen teilnehmen. Bereits aufgenommene Mitglieder müssen die Vorspiele jährlich mit den neuen Bewerbern erneut absolvieren, um ihren Platz zu behalten.
Musiker, die für das jeweilige Jahr angenommen wurden, proben mit dem Orchester große Orchesterwerke von Komponisten wie Mahler, Schostakowitsch, Tschaikowski, Stravinsky und Beethoven, ebenso wie zeitgenössisches Repertoire mit Werken von György Ligeti (welcher das Orchester für eine Zeit als Hauskomponist begleitete), Erkki-Sven Tüür und Arturs Maskats und führen sie anschließend an Veranstaltungsorten auf der ganzen Welt auf.
Die im EUYO gewonnene Erfahrung wird als gutes Training für eine zukünftige Karriere in der professionellen Musikwelt angesehen. Mehr als 90 % der Mitglieder des EUYO werden später professionelle Musiker, viele von ihnen haben Stellen in Europas führenden Orchestern bekommen.
Musikalischer Leiter war in den Jahren 2000–2015 Wladimir Aschkenasi. Seit 2015 ist Vasily Petrenko Chefdirigent.

## Konzerte und Tourneen
Seit der Antrittstournee, die das Orchester unter anderem nach Amsterdam, Bonn, Paris, Luxemburg, Brüssel, Mailand und Rom führte, hat das EUYO pro Jahr neben anderen Konzerten mindestens 2 Tourneen unternommen. Es spielt regelmäßig neben professionellen Sinfonieorchestern auf Musikfestivals wie den Salzburger Festspielen, dem Edinburgh Festival und den BBC Proms. Neben diesen Auftritten in Europa führten Reisen das Orchester auch bereits in die Volksrepublik China (u. a. Hongkong), nach Japan, Indien, Nord- und Südamerika, Russland, Kasachstan und Korea.